# Кордильєра-де-Аполобамба
Кордильєра-де-Аполобамба (ісп. Cordillera de Apolobamba) — гірський хребет, частина масиву Кордильєра-Оксиденталь Перуанських Анд (за іншим поділом — Кордильєра-Сентраль Центральних Анд), розташований переважно на території перуанського регіону Пуно (Перу) і департаменту Ла-Пас (Болівія) паралельно озеру Тітікака на відстані близько 60 км від нього. Найвищі вершини: Чаупі-Орко-Сюр (6040 м над рівнем моря), Чаупі-Орко-Норте (6000 м), Кололо (5915 м), Ананеа-Ґранде (5952 м), Паломані-Ґранде (5730 м) та інші.